# Cantone di Fiumalto d'Ampugnani
Il Cantone di Fiumalto d'Ampugnani era una divisione amministrativa dell'Arrondissement di Corte.
Ha fatto parte dell'Arrondissement di Bastia fino al 1º gennaio 2010 quando è passato all'Arrondissement di Corte, insieme ad altri tre cantoni.
A seguito della riforma approvata con decreto del 26 febbraio 2014, che ha avuto attuazione dopo le elezioni dipartimentali del 2015, è stato soppresso.
I 20 comuni facenti parte prima della riforma del 2014 erano:
- Casabianca
- Casalta
- Croce
- Ficaja
- Giocatojo
- Pero Casevecchie
- Piano
- Poggio Marinaccio
- Poggio Mezzana
- Polveroso
- La Porta
- Pruno
- Quercitello
- Scata
- Silvareccio
- San Damiano
- San Gavino d'Ampugnani
- Taglio Isolaccio
- Talasani
- Velone Orneto